# Championnat d'Israël de football 1996-1997
Navigation
Championnat d'Israël 1995-1996 Championnat d'Israël 1997-1998
Le Championnat d'Israël de football 1996-1997 est la 45e édition de ce championnat.

## Classement[1]
| Rang | Équipe                     | Pts | J  | G  | N  | P  | Bp | Bc | Diff |
| ---- | -------------------------- | --- | -- | -- | -- | -- | -- | -- | ---- |
| 1    | Betar Jérusalem            | 69  | 30 | 21 | 6  | 3  | 62 | 20 | +42  |
| 2    | Hapoël Petah-Tikvah        | 60  | 30 | 18 | 6  | 6  | 57 | 37 | +20  |
| 3    | Hapoël Beer-Sheva          | 60  | 30 | 19 | 3  | 8  | 44 | 25 | +19  |
| 4    | Maccabi Petah-Tikvah       | 52  | 30 | 14 | 10 | 6  | 39 | 22 | +17  |
| 5    | Maccabi Haïfa              | 48  | 30 | 13 | 9  | 8  | 48 | 34 | +14  |
| 6    | Maccabi Tel-Aviv           | 46  | 30 | 13 | 7  | 10 | 47 | 34 | +13  |
| 7    | Hapoël Haïfa               | 43  | 30 | 12 | 7  | 11 | 34 | 33 | +1   |
| 8    | Hapoël Kfar Sabah          | 40  | 30 | 11 | 7  | 12 | 34 | 39 | -5   |
| 9    | Hapoël Ironi Rishon LeZion | 40  | 30 | 11 | 7  | 12 | 35 | 47 | -12  |
| 10   | Bnei Yehoudah              | 38  | 30 | 10 | 8  | 12 | 32 | 40 | -8   |
| 11   | Hapoël Beit She'an         | 34  | 30 | 9  | 7  | 14 | 29 | 34 | -5   |
| 12   | Hapoël Jérusalem FC        | 34  | 30 | 9  | 7  | 14 | 30 | 41 | -11  |
| 13   | Hapoël Tel-Aviv            | 33  | 30 | 8  | 9  | 13 | 29 | 32 | -3   |
| 14   | Maccabi Herzliya           | 32  | 30 | 9  | 5  | 16 | 19 | 28 | -9   |
| 15   | Hapoël Tsafririm Holon     | 21  | 30 | 4  | 9  | 17 | 17 | 43 | -26  |
| 16   | Hapoël Tayibe              | 15  | 30 | 4  | 3  | 23 | 19 | 66 | -47  |

|  | Champion |
|  | Relégué  |

## Bilan de la saison
| Tableau d'Honneur                |                   |
| Compétition                      | Vainqueur         |
| Championnat d'Israël de football | Betar Jérusalem   |
| Coupe d'Israël de football       | Hapoël Beer-Sheva |

| Promotions et relégations |                                      |
| Relégués en Liga Leumit   | Hapoël Tsafririm Holon Hapoël Tayibe |
| Promus en Ligat ha'Al     | Hapoël Ashkelon MS Ashdod            |